# Donja Slatina (gmina Šamac)
Donja Slatina (cyr. Доња Слатина) – wieś w Bośni i Hercegowinie, w Republice Serbskiej, w gminie Šamac. W 2013 roku liczyła 471 mieszkańców.